# 叙萨尔格
叙萨尔格（法語：Sussargues，法語發音：[sysaʁɡ]）是法国埃罗省的一个市镇，属于蒙彼利埃区。

## 地理
叙萨尔格（43°42'42"N, 4°0'8"E）面积6.48 平方千米，位于法国奧克西塔尼大區埃罗省，该省份为法国南部沿海省份，南濒地中海，西南接奥德省，西北接塔恩省和阿韦龙省，东北与加尔省接壤。
与叙萨尔格接壤的市镇（或旧市镇、城区）包括：博略、卡斯特里、圣德雷泽里、圣热涅斯德穆尔格。

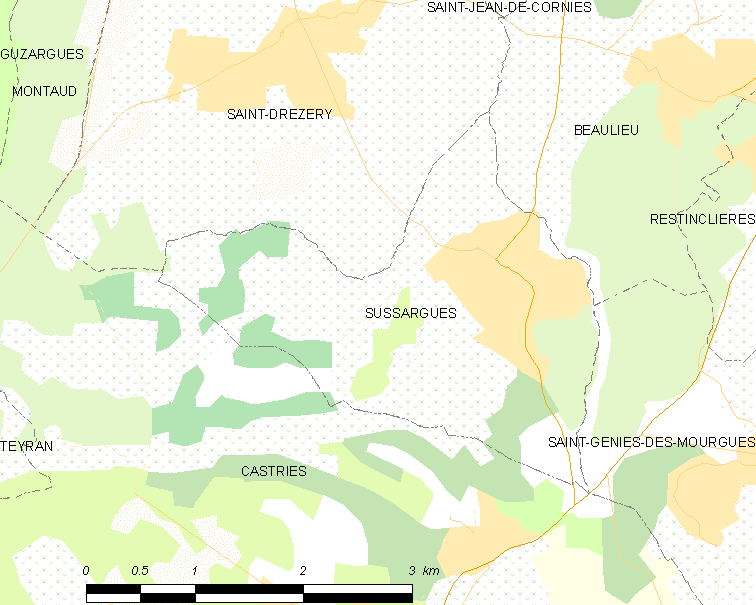
叙萨尔格的OSM定位图

叙萨尔格的时区为UTC+01:00、UTC+02:00（夏令时）。

## 行政
叙萨尔格的邮政编码为34160，INSEE市镇编码为34307。

## 政治
叙萨尔格所属的省级选区为勒克雷斯县。

## 人口

1962-2008年间叙萨尔格人口变化图示

叙萨尔格于2022年1月1日时的人口数量为2817人。